# Klub českého pohraničí
KLUB ČESKÉHO POHRANIČÍ, zapsaný spolek (KČP) je zapsaný spolek (původně občanské sdružení) s celorepublikovou působností, který sdružuje zejména bývalé příslušníky, pomocníky a pracovníky československé pohraniční stráže a dalších podobných složek a jejich sympatizanty. Hlavní ideologií je vyhraněně levicový, komunistický český nacionalismus s nádechem proletářského internacionalismu. Přestože se podle svých stanov profiluje jako nepolitické občanské sdružení , je ideologicky a svými vztahy blízký zejména KSČM a nacionálně sociálním stranám. Klub českého pohraničí také vydává vlastní bulletin s názvem Hraničář. Ústředním heslem klubu je „Jen zůstane-li naše pohraničí české, zůstane českou i celá naše vlast“. Symboly klubu jsou hlava chodského psa v podání Mikoláše Alše v heraldickém erbu a husitský chorál Ktož jsú boží bojovníci.

## Vznik
Za první jádro pozdějšího klubu je považován marxisticko–leninský klub 35. základní organizace KSČ v Chomutově, v jehož rámci v květnu roku 1990 vznikl první Klub přátel českého pohraničí, zaměřený původně výhradně na česko–německé soužití v pohraničí a jeho interpretaci. 18. srpna 1991 vznikl vedle něj v Chomutově ještě Klub českého pohraničí. V únoru 1992 byl za účasti stoupenců z okresů Děčín, Chomutov, Teplice a Ústí nad Labem ustanoven přípravný výbor Severočeské regionální rady KČP, předsedou Severočeské regionální rady byl zvolen Vladimír Šíma. Přípravný výbor vypracoval rámcový program a stanovy KČP a v červenci 1992 vydal první číslo časopisu Hraničář, v němž tyto dokumenty zveřejnil. Prvním šéfredaktorem Hraničáře byl Zdeněk Blahout. Ministerstvem vnitra byl Klub českého pohraničí zaregistrován jako občanské sdružení 22. července 1992.

## Program a činnost
KČP popisuje svou činnost jako levicovou. Patří k ní úsilí o „eliminaci negativního působení sudetoněmeckých krajanských organizací a spolků“ a vystupování „proti snahám o občanskou obnovu Sudet“. Silný důraz klade na obhajobu poválečného odsunu Němců a boj proti (neo)germanizaci Sudet. Vystupuje též proti amerikanizaci kultury a životního stylu. Deklaruje však také proletářský internacionalismus a upevňování přátelských vztahů lidí žijících a pracujících v příhraničních okresech sousedících států a spolupráci s levicovými organizacemi sousedních států v postupu proti sociálním nespravedlnostem a zbídačování pracujícího lidu v příhraničních oblastech, a ve svém programu se označuje za „nezávislé, demokratické a vlastenecké sdružení občanů České republiky bez rozdílu jejich národnosti, rasy, pohlaví, politické příslušnosti
a náboženského vyznání“. Spolupracuje například s německým Revolučním svazem přátelství, polskou Vlasteneckou organizací, Slovanským výborem, snaží se navázat kontakty s národopisnými organizacemi Lužických Srbů, Společností přátel Slovenska či levicovými společenskými organizacemi v příhraničí Bavorska a Rakouska. Z českých organizací údajně spolupracuje, kromě KSČM, též například s Českým svazem bojovníků za svobodu, Vlasteneckým sdružením antifašistů, Kruhem občanů ČR vyhnaných po roce 1938 z pohraničí, Výborem národní kultury, Společností Ludvíka Svobody, Volnou myšlenkou a dalšími. Na národní sněmy KČP jsou zváni představitelé všech parlamentních stran, ale své zástupce delegovaly jen KSČM a ČSSD, na krajských a místních akcích spolupracuje zejména KSČM.
Podle článku Jana Gerberta v Lidových novinách z roku 2009 klub sdružuje bývalé důstojníky, vojáky, strážce hranic, komunisty a jejich sympatizanty frustrované pádem socialismu, má kolem 6000 členů a potenciál oslovit jak stoupence krajní levice, tak pravice. Nováková v roce 2008 uvádí počet 7000 až 8000 členů, centrální evidenci členstva klub údajně nevede. Podle Novákové jsou členy Klubu a jeho sekcí převážně ti z členů pohraniční stráže, kteří měli vyšší funkce, ale také civilní obyvatelstvo příhraničních okresů, které tehdejší pohraničníky považuje za hrdiny a obránce vlasti, a drtivá většina členů je důchodového věku.
V roce 1995 první vládní zpráva o extremismu v Česku zmínila klub jako bezpečnostní hrozbu pro stát, a to v kapitole levicových neobolševických uskupení. Do zorného pole Bezpečnostní informační služby se klub dostal zejména v době, kdy se stavěl proti vstupu ČR do Evropské unie. Podle Miroslava Mareše vykazuje sdružení určité extrémní rysy, ale nemá potenciál zvrátit politický režim. V 90. letech podle Gerberta s klubem kromě komunistické strany sympatizovali i Sládkovi republikáni, v roce 2004 na setkání KČP v Chebu vystoupil předseda Dělnické strany Tomáš Vandas. Ačkoliv předseda sdružení Karel Janda je komunistou, tvrdí, že klub není jednoznačně politicky organizovaný ani orientovaný, a důvodem společné adresy s KSČM je podle něj nabídnutý nízký nájem.
Klub se podrobně věnuje zejména historii pohraniční stráže socialistického Československa, ale hlásí se i k odkazu Edvarda Beneše a tradici chodského hraničářství – chodský psohlavec je také ve znaku KČP. Ve stanovách se hlásí též k dědictví husitského revolučního hnutí a národního obrození a k Masarykovým, Štefánikovým, Benešovým a dalším myšlenkám budování společného státu dvou bratrských národů Čechů a Slováků a k činnosti Stráže obrany státu, Finanční stráže, pohraničních útvarů SNB a Pohraniční stráže. Ve stanovách deklaruje podporu dobrých vztahů se všemi národy na principu rovnoprávnosti a respektování státní svrchovanosti v souladu se základními lidskými a občanskými právy.
Klub klade důraz na obhajobu ochrany hranic za socialistického Československa a proti její kriminalizaci a skandalizaci. V období svého vzniku v roce 1992 klub podporoval zachování společného česko-slovenského státu.
Vystupoval proti členství České republiky v NATO i Evropské unii, proti podepsání Lisabonské smlouvy, proti vybudování americké radarové základny v Česku, proti zapojování českých vojáků do zahraničních misí (zejména Afghánistánu) bez souhlasu OSN, proti ocenění bratří Mašínů a podobných lidí, které označuje za vrahy a teroristy. Ve vztahu k současnosti se klub drží nenásilných a demokratických forem protestů. Důchodce Vladimíra Štěpánka z pražského Proseka, který položil několik bomb na železniční tratě, poškozoval pomníky česko-německého smíření či obětem komunismu a spáchal útoky ve vysočanské poliklinice v Praze či v proseckém hotelu Duo, Klub českého pohraničí pro militantní názory ze svých řad vyloučil.
Důraz je kladen též na ocenění budovatelského díla lidu socialistického Československa, jehož období klub hodnotí jako kladnou epochu dějin. Klubový časopis Hraničář dal prostor výročním oslavným článkům o ruské Říjnové revoluci nebo o Klementu Gottwaldovi a československém převratu v únoru 1948. O historii česko-německých vztahů v časopise Hraničář dlouhodobě píše zejména Jiří Frajdl. Jana Minář v článku „Kým a proč je nám vnucován pocit viny?“ (Hraničář, č. 6/2000) vysvětluje zásadní rozdíl mezi dvěma druhy nacionalismu: záporným, útočným nacionalismem, který je reprezentován zejména německým nacismem, a kladným, obranným nacionalismem malých národů, které bojují o přežití. Zároveň odmítá zvýhodňování národnostních menšin na úkor státotvorného národa. Články v Hraničáři vesměs drží jednotnou a stálou ideologickou linii.
V roce 2007 klub vystupoval proti vytvoření Euroregionu Krušnohoří a varoval před nakupováním pozemků německými občany a poněmčováním oblasti. V roce 2007 klub svým vlivem znemožnil uložení ostatků vojáků Wehrmachtu, nalezených v Ústí nad Labem, v Hlučíně, takže byly místo toho uloženy v Chebu. V Domažlicích se klub v roce 2010 zasazoval o obnovení sochy pohraničníka, která byla odstraněna v roce 1990.

## Organizace
Plnoprávným členem se podle stanov může stát každý sympatizant od 15 let věku. Kromě individuálních členů stanovy připouštějí i kolektivní členství, které může získat organizační článek jiného občanského sdružení nebo politického hnutí, ale ne organizace jako celek. Základními články sdružení jsou místní, městské, střediskové a další územní kluby. V čele větších klubů stojí rady, v čele menších klubů předsedové. Základní územní kluby mohou zdola vzájemnou dohodou vytvářet vyšší koordinační rady podle státoprávního uspořádání. Takto vzniklo 14 krajských rad, zvaných někdy též oblastní, ve všech krajích České republiky. Na vrcholu sdružení je národní rada, která, stejně jako sdružení samo, sídlí v Praze v ulici Politických vězňů na téže adrese jako KSČM a Haló noviny. Národní rada zasedá nejméně třikrát ročně a v období mezi národním sněmy je nejvyšším orgánem KČP.
Pravidelně (původně po dvou letech, po roce 2006 po čtyřech) koná klub národní sněm, jehož delegáti volí národní radu, hodnotí činnost za uplynulé období a přijímají plán na další období. První, ustavující sněm se konal 21. května 1994 v Ústí nad Labem, do čela republikové rady byl zvolen Mojmír Svoboda. Na 22. dubna 1996 byl do Nymburka svolán druhý sněm, ale kvůli krizi ve vedení klubu byl odložen na říjen 1996 do Prahy, kde byl předsedou národní rady zvolen Robert Jehlička. Tento sněm posílil pozici národní rady. V následujícím období se rozvinula činnost sekcí ochránců hranic, což vedlo k výraznému nárůstu členstva. 23. května 1998 se v Praze konal III. národní sněm, který schválil programové prohlášení, předsedou národní rady klubu byl zvolen Josef Groušl. IV. národní sněm v roce 2000 v Hradci Králové přijal ústřední heslo klubu, v témž období byl představen i prapor KČP. Předsedou Národní rady byl zvolen Karel Janda, který většinu produktivního života byl předsedou JZD, a ve funkci předsedy NR setrvává přes deset let. V. národní sněm se konal v roce 2002 v Ostravě-Porubě a novelizoval stanovy. V říjnu 2004 se konal v Plzni VI. národní sněm. 9. a 10. září 2006 se konal v Brně VII. národní sněm (v práci Novákové označovaný jako VI.), kde byl schválen Program KČP. V srpnu 2010 ve Strakonicích VIII. národní sněm.
Při klubu jsou vytvářeny komise a sekce. Nejmasovější součástí KČP jsou od roku 1999 sekce ochránců československých státních hranic, které pořádají každoroční oblastní setkání ke dni výročí přijetí zákona o ochraně státních hranic 11. července 1951 a jednou za dva roky celostátní setkání. K prvnímu setkání bývalých ochránců československých státních hranic došlo k červnu 1997 v Praze, po tomto setkání prosadil místopředseda Národní rady Milan Richter, že KČP začal zakládat sekce ochránců hranic jako své integrální místní součásti, což vedlo k velkému rozšíření členské základny KČP.
Národní rada klubu vydává časopis Hraničář (s podtitulem zpravodaj Klubů pohraničí Čech, Moravy a Slezska), jehož redakce a administrace sídlí podle některých údajů na webu klubu též v budově KSČM v Praze, podle údajů v tiráži internetové stránky časopisu sídlí redakce v Ústí nad Labem a administrace v Praze. Šéfredaktorem Hraničář je od roku 1993 Václav Šípek. Ročník 2011 je označován jako XX. ročník časopisu. Časopis vychází jednou za dva měsíce, na počátku lichého měsíce, a v roce 2008 byl jeho náklad udáván v rozmezí 4300 až 4700 výtisků. Střídavě v něm vycházejí přílohy Naše české pohraničí a Československý pohraničník. Kromě časopisu vydává klub i řadu dalších, tematických publikací, označovaných jako interní, věnujících se v rámci názorového zaměření klubu zejména historii pohraniční služby a česko-německých vztahů, bojům s banderovci atd.